# 모잔 마르노
모잔 나바비(Mozhan Navabi, 1980년 5월 3일 ~ )는 한때 모잔 마노(Mozhan Marnò)라는 예명으로 활동했던 이란계 미국 배우이다. 2023년부터 본명인 모잔 나바비를 쓰고 있다.

## 출연 작품

### 영화
- 트레이터 (2008) - 레일라 역

### 텔레비전
- 블랙리스트 (2014-19; 2022)